# Räfsö, Ingå
Räfsö är en halvö i Finland.   Den ligger i landskapet Nyland, i den södra delen av landet, 50 km väster om huvudstaden Helsingfors.